# Чурляев, Владимир Викторович
Владимир Викторович Чурляев (7 сентября 1989, Калининск) — российский игрок в мини-футбол, выступал в сборной России по мини-футболу.

## Биография
Чурляев является воспитанником мини-футбольного клуба «Саратов», за этот же клуб он дебютировал в Высшей лиге, втором дивизионе в структуре российского мини-футбола.
В 2009 году Чурляев перешёл в клуб Суперлиги «Норильский никель», который взял курс на омоложение состава. Вскоре он стал заметной фигурой в составе норильской команды. Летом 2011 года после успешного для себя сезона перешёл в новосибирский «Сибиряк». В июле 2014 года стал игроком клуба «Новая генерация».
В июле 2015 года вернулся в «Сибиряк». В январе 2017 года перешёл на правах аренды в «Спартак». В июне 2017 года покинул «Сибиряк». Затем стал игроком клуба «Автодор».

## Достижения
- Серебряный призёр чемпионата мира по мини-футболу среди студентов
- Серебряный призёр чемпионата России по мини-футболу: 2011/12
- Бронзовый призёр чемпионата России по мини-футболу: 2013/14, 2015/16